# 다나카 히로아키
다나카 히로아키(일본어: 田中 洋明, 1979년 4월 17일 ~ )는 일본의 축구 선수이다.

## 구단 경력
J리그의 베르디 가와사키과 요코하마 FC에서 활동했다.

## 국가대표팀 경력
그는 1995년 FIFA U-17 세계 축구 선수권 대회에 참가할 일본 U-17 국가대표팀에 발탁되었으며, 2경기에 출전했다.